# Konstandinos Baniotis
Konstandinos Baniotis (gr. Κωνσταντίνος Μπανιώτης; ur. 6 listopada 1986 w Komotini) – grecki lekkoatleta specjalizujący się w skoku wzwyż.
W 2007 zajął odległe miejsce w mistrzostwach Europy do lat 23 oraz był siódmy na uniwersjadzie. Startował w igrzyskach olimpijskich w Pekinie, podczas których zajął dopiero 37. miejsce w eliminacjach i nie awansował do finału. Sezon 2009 rozpoczął od szóstego miejsca halowych mistrzostw Europy, a latem zdobył srebro igrzysk śródziemnomorskich oraz odpadł w kwalifikacjach mistrzostw świata. Ósmy zawodnik mistrzostw Europy, które w 2010 odbyły się w Barcelonie. Tuż za podium – na czwartym miejscu – zakończył udział w halowym czempionacie Starego Kontynentu (2011). W 2012 nie awansował do finału mistrzostw Europy i igrzysk olimpijskich. Czternasty zawodnik mistrzostw świata w Pekinie (2015). Na początku 2016 zajął 5. miejsce podczas halowych mistrzostw świata.
Wielokrotny złoty medalista mistrzostw kraju. Stawał na podium mistrzostw krajów bałkańskich oraz reprezentował swój kraj w zawodach pucharu Europy i drużynowego czempionatu Starego Kontynentu.
Rekordy życiowe: stadion – 2,34 (27 czerwca 2013, Mersin); hala – 2,33 (13 lutego 2016, Pireus).

## Osiągnięcia
| Rok  | Impreza                                 | Miejsce        | Lokata            | Wynik |
| ---- | --------------------------------------- | -------------- | ----------------- | ----- |
| 2007 | Superliga pucharu Europy                | Monachium      | 5. miejsce        | 2,20  |
| 2007 | Młodzieżowe mistrzostwa Europy          | Debreczyn      | 12. miejsce       | 2,14  |
| 2007 | Uniwersjada                             | Bangkok        | 7. miejsce        | 2,15  |
| 2008 | Superliga pucharu Europy                | Annecy         | 8. miejsce        | 2,15  |
| 2008 | Igrzyska olimpijskie                    | Pekin          | el. – 37. miejsce | 2,10  |
| 2009 | Halowe mistrzostwa Europy               | Turyn          | 6. miejsce        | 2,29  |
| 2009 | Superliga drużynowych mistrzostw Europy | Leiria         | 6. miejsce        | 2,28  |
| 2009 | Igrzyska śródziemnomorskie              | Pescara        | 2. miejsce        | 2,28  |
| 2009 | Mistrzostwa świata                      | Berlin         | el. – 16. miejsce | 2,24  |
| 2009 | Światowy finał lekkoatletyczny IAAF     | Saloniki       | 7. miejsce        | 2,22  |
| 2010 | Superliga drużynowych mistrzostw Europy | Bergen         | 5. miejsce        | 2,22  |
| 2010 | Mistrzostwa Europy                      | Barcelona      | 8. miejsce        | 2,23  |
| 2011 | Halowe mistrzostwa Europy               | Paryż          | 4. miejsce        | 2,32  |
| 2011 | Mistrzostwa krajów bałkańskich          | Sliwen         | 3. miejsce        | 2,20  |
| 2011 | Mistrzostwa świata                      | Daegu          | el. – 15. miejsce | 2,28  |
| 2012 | Halowe mistrzostwa świata               | Stambuł        | 5. miejsce        | 2,31  |
| 2012 | Mistrzostwa Europy                      | Helsinki       | el. – 16. miejsce | 2,19  |
| 2012 | Igrzyska olimpijskie                    | Londyn         | el. – 25. miejsce | 2,21  |
| 2013 | Halowe mistrzostwa Europy               | Göteborg       | 9. miejsce        | 2,19  |
| 2013 | Igrzyska śródziemnomorskie              | Mersin         | 1. miejsce        | 2,34  |
| 2013 | Mistrzostwa świata                      | Moskwa         | 10. miejsce       | 2,25  |
| 2014 | Mistrzostwa Europy                      | Zurych         | el. – 20. miejsce | 2,19  |
| 2015 | Halowe mistrzostwa Europy               | Praga          | el. – 12. miejsce | 2,24  |
| 2015 | I liga drużynowych mistrzostw Europy    | Heraklion      | 2. miejsce        | 2,28  |
| 2015 | Mistrzostwa świata                      | Pekin          | 14. miejsce       | 2,20  |
| 2016 | Halowe mistrzostwa świata               | Portland       | 5. miejsce        | 2,29  |
| 2016 | Mistrzostwa Europy                      | Amsterdam      | 6. miejsce        | 2,24  |
| 2016 | Igrzyska olimpijskie                    | Rio de Janeiro | el. – 34. miejsce | 2,22  |
| 2017 | Superliga drużynowych mistrzostw Europy | Lille          | 4. miejsce        | 2,22  |
| 2018 | Igrzyska śródziemnomorskie              | Tarragona      | 2. miejsce        | 2,23  |
| 2018 | Mistrzostwa Europy                      | Berlin         | 10. miejsce       | 2,19  |
| 2019 | Halowe mistrzostwa Europy               | Glasgow        | 2. miejsce        | 2,26  |